# José María Buljubasich
José María Buljubasich, född 12 maj 1971 i Firmat i Argentina, är en argentinsk före detta fotbollsmålvakt med kroatisk härkomst. Han har bland annat spelat för Real Oviedo i Spanien och Monarcas Morelia i Mexiko.
Buljubasich var förstemålvakt för River Plate 2003 och vann det året argentinska Clausura.
2005 släppte Buljubasich inte in ett enda mål på 1352 minuter, vilket är det fjärde bästa rekordet genom tiderna enligt IFFHS. Det året vann han chilenska Clausura med Universidad Católica, efter att ha räddat en straff i straffläggningen i sista mtachen.
2006 fann läkare en tumör i Buljubasichs hjärna, vilket gjorde att han missade andra halvan av säsongen. Han opererades i september samma år och han tilläts spela nästkommande säsong.

## Fotnoter
1. ↑  ”Soccer-Buljubasich makes comeback after brain operation”. Reuters. 18 januari 2007. Arkiverad från originalet den 27 april 2013. https://archive.today/20130427190125/http://uk.reuters.com/article/UK_SOCCER_MORE/idUKB70716720070118. Läst 16 oktober 2007.
2. ↑  ”Argentine Buljubasich has brain tumour removed”. People's Daily Online. 26 september 2006. http://english.peopledaily.com.cn/200609/26/eng20060926_306410.html. Läst 16 oktober 2006.